# Атака Гроба
Атака Гроба, також дебют Гроба — шаховий дебют, перший хід якого 1.g2-g4. Дебют дістав назву від імені швейцарського шахіста Анрі Гроба, що багато разів його застосовував. 
За своїми ідеями дебют схожий на дебют Сокольського, однак хід  g4 серйозно послаблює пішакову структуру королівського флангу. Білим слід грати дуже обачно. 
Перші партії, зіграні цим дебютом, належать до кінця XIX століття. Надалі так зрідка починав свої партії в сеансах одночасної гри Ксавери Тартаковер. Майстер Анрі Гроб  достатньо глибоко його дослідив і провів у такий спосіб кілька десятків партій за листуванням. 
Атаку Гроба вважають «неправильним» початком і на престижних змаганнях практично не застосовують. 